# Film School
Film School ist eine fünfköpfige US-amerikanische Indierock-Band aus San Francisco, die 1998 gegründet wurde.

## Stil
Stilistisch kann man Film School den Genren Indierock und Shoegazing zuordnen. Im letzteren erwähnten Musikstil sind sie wichtige Vertreter der Neuzeit. Beeinflusst und inspiriert wurden sie u. a. von The Cure, My Bloody Valentine und Echo & The Bunnymen. Ihr Sound ähnelt auch dem Klang von Bands wie Mercury Rev, The National oder Grandaddy.

## Geschichte
1998 bestand die „Band“ nur aus dem Frontmann Greg Bertens der mit verschiedenen anderen Künstlern, wie z. B. Mitgliedern der Bands Fuck und Pavement, zusammenarbeitete. Zu dieser Zeit erschien 2001 das Debütalbum Brillant Career.
2002 kamen Jason Ruck (Keyboard), Nyles Lannon (Gitarre), Justin Labo (Bass) und Donny Newenhouse (Schlagzeug) als feste Besetzung der Band hinzu. 2003 veröffentlichte die neu formierte Gruppe die EP Alwaysnever auf dem von dem Leadsänger der Band Pavement, Scott Kannberg, gegründeten Label Amazing Grease Records. Im Jahr 2006 erschien das Album Film School auf dem Label Beggars Banquet Records.
Kurz vor der Produktion des Albums Hideout im Jahr 2007 nahm Bertens einige Änderungen an der Besetzung der Band vor. Für Justin Labo stand nun Lorelei Plotczyk am Bass, für Nyles Lannon übernahm Dave Dupuis die Gitarre und am Schlagzeug spielte nun James Smith für Danny Newehouse.
Im Jahr 2010 erschien das Album Fission. Nach einer mehrjährigen Pause wurde 2016 die EP June veröffentlicht, im September 2018 folgte das fünfte Album Bright To Death.

## Diskografie

### Alben
- Brilliant Career (2001)
- Film School (2006)
- Hideout (2007)
- Fission (2010)
- Bright To Death (2018)
- We Weren't Here (2021)
- Field (2023)

### EPs
- Alwaysnever (2003)
- June (2016)

### Singles
- I'm Not Working (2000)
- Harmed (2004)
- On & On (2005)
- 11:11 (2006)
- Dear Me (2007)